# Полухин, Николай Анатольевич
Полу́хин Никола́й Анато́льевич (род. 7 июля 1982 года, с. Голышманово, Тюменская область, РСФСР, СССР) — российский спортсмен, чемпион зимних Паралимпийских игр 2010 года и двукратный чемпион зимних Паралимпийских игр 2014 года, многократный серебряный и бронзовый призёр Паралимпийских игр. Заслуженный мастер спорта России. Участник шоу «Большие гонки» (2014).

## Биография
В 11 лет получил сильный удар током, играя на железнодорожном мосту, затем стало резко ухудшаться зрение. Получил инвалидность второй группы. Уехал из родного села Голышманово в Тюмень, поступил на физкультурный факультет Тюменского Госуниверситета.

## Результаты
Зимние Паралимпийские игры
Лыжные гонки
- Золото (Ванкувер, Канада, 2010 год) — эстафета 1 х 4 / 2 x 5 км
- Серебро (Ванкувер, Канада, 2010 год) — Спринт, 1 км классика
- Серебро (Ванкувер, Канада, 2010 год) — 20 км.
- Бронза (Ванкувер, Канада, 2010 год) — 10 км.
- Золото (Сочи, Россия, 2014 год) Смешанная эстафета 4 х 2,5 км

Биатлон
- Серебро (Ванкувер, Канада, 2010 год) — гонка преследования 3 км
- Серебро (Ванкувер, Канада, 2010 год) — индивидуальная гонка 12,5 км
- Золото (Сочи, Россия, 2014 год) — 15 км
- Серебро (Сочи, Россия, 2014 год) — 7,5 км
- Серебро (Сочи, Россия, 2014 год) — 12,5 км

Чемпионаты мира
Лыжные гонки
- Золото (Вуокатти, Финляндия, 2009 год) — 1 x 4 + 2 x 5 км, открытая эстафета
- Серебро (Вуокатти, Финляндия, 2009 год) — 10 км свободным стилем, B1-3
- Серебро (Вуокатти, Финляндия, 2009 год) — 20 км классическим стилем, B1-3
- Бронза (Вуокатти, Финляндия, 2009 год) — 1 км, спринт, с нарушением зрения
- Золото (Ханты-Мансийск, Россия, 2011 год) — 1 x 4 + 2 x 5 км, открытая эстафета
- Серебро (Ханты-Мансийск, Россия, 2011 год) — 1 км, спринт, с нарушением зрения
- Серебро (Ханты-Мансийск, Россия, 2011 год) — 10 км, с нарушением зрения
- Серебро (Ханты-Мансийск, Россия, 2011 год) — 20 км, с нарушением зрения
- Золото (Соллефтео, Швеция, 2013 год) — 10 км, с нарушением зрения
- Золото (Соллефтео, Швеция, 2013 год) — 4 x 2,5 км, смешанная эстафета
- Серебро (Соллефтео, Швеция, 2013 год) — 20 км, с нарушением зрения

Биатлон
- Бронза (Вуокатти, Финляндия, 2009 год) — 3,6 км, гонка преследования, с нарушением зрения
- Золото (Ханты-Мансийск, Россия, 2011 год) — 7,5 км, с нарушением зрения
- Золото (Ханты-Мансийск, Россия, 2011 год) — 12,5 км, с нарушением зрения
- Серебро (Ханты-Мансийск, Россия, 2011 год) — 3 км, гонка преследования, с нарушением зрения
- Золото (Соллефтео, Швеция, 2013 год) — 7,5 км, с нарушением зрения
- Золото (Соллефтео, Швеция, 2013 год) — 12,5 км, с нарушением зрения
- Золото (Соллефтео, Швеция, 2013 год) — 15 км, с нарушением зрения

## Награды
- Орден «За заслуги перед Отечеством» IV степени (2014 год)[1].
- Орден Дружбы (26 марта 2010 года) — за большой вклад в развитие физической культуры и спорта, высокие спортивные достижения на X Паралимпийских зимних играх 2010 года в городе Ванкувере (Канада)[2].
- Звезда ордена «Гордость нации» (июнь 2012)[3]
- Звание «Спортсмен месяца» (март 2012 года, Международный паралимпийский комитет)